# Аванский храм
Аванская церковь Пресвятой Богородицы Катогике (арм. Ավանի Սուրբ Աստվածածին Կաթողիկե Եկեղեցի), также известный как Аванский храм (арм. Ավանի եկեղեցի), Катогике Циранавор (арм. Կաթողիկե Ծիրանավոր) или Святой Ованес (арм. Սուրբ Հովհաննես) — частично разрушенная армянская церковь VI века, находящаяся в городе Ереван, в административном районе Аван. Старейшая церковь Еревана, сохранившаяся до наших дней.

## История
Церковь построена между 591 и 602 годами: строительство началось после завершения ирано-византийской войны, по итогам которой влияние Византии распростёрлось на всю западную часть Армении вплоть до Авана. С целью укрепления своей политической власти над новыми присоединёнными регионами, император Маврикий решил поддержать халкидонскую фракцию Армянской церкви. В 593 году региональный совет западноармянских епископов был созван в Феодосиополисе, провозгласив свою верность Халкидонскому Символу веры. Совет избрал Ованеса из Багарана новым католикосом халкидонских армян: поскольку престол его противника, ставленника Сасанидов Мовсеса II, находился в Двине, избранный ставленник византийцев Ованес перебрался в подконтрольный Византии Аван.
В Аване располагались церковь и ещё несколько зданий. С северной стороны к церкви была пристроена резиденция католикоса, которая, как считается, была построена в 581—582 годах. По данным историка VII века Себеоса, оба здания были выстроены под надзором католикоса. Считается, что Аванская церковь была посвящена апостолам. В 602 году шахиншах Хосров II захватил Аван и после ликвидации престола в Аване преобразовал весь этот комплекс в монастырь.

## Архитектура
Церковь Катогике, которую позже переименовали в Сурп Ованнес (Церковь Святого Иоанна), была построена на месте, где стояли прежде другие сооружения. Преимущественно на западной стороне здания в ходе раскопок были обнаружены многочисленные украшенные камни, что только подтверждает подобную теорию. Останки сооружения находятся на двухступенчатой платформе, а церковные своды, купола, крыша и части верхних стен отсутствуют. Историк архитектуры Тором Тороманян предполагал, что у церкви в прошлом было пять куполов — один большой в центре и четыре маленьких по углам, над круглыми угловыми каморами, что в таком случае могло бы говорить о первой в истории церкви с пятью куполами. Внешне церковь — в форме четырёхлистника, с восьмиугольной центральной травеей изначально и куполом выше. Есть четыре полукруглых арки и четыре трёх-четвертных круглых диагональных ниши, ведущие к круглым каморам в углах церкви. Круглая форма боковых часовен составляла уникальный внешний вид церкви.
Передний (западный) фасад содержит длинные надписи по обеим сторонам от входа на верхней трети здания, также есть короткая надпись на перемычке над входной дверью. В одной из надписей встречается имя «Йохан», что часто толкуют как одну из старинных форм написания имени «Ованес», но не относят к католикосу. Низкий арочный дверной проём ведёт внутрь церкви с западной стороны, окружён украшенным корпусом, трёх-четвертными колоннами, увенчанными капителями и люнетами. Вишапы использовались в качестве перемычки над главным порталом. В северной стене есть ещё один дверной проём, который, как считается, был построен позже, уже после завершения строительства церкви и специально для входа в резиденцию католикоса. В целом церковь Святого Иоанна имеет важное архитектурное значение, поскольку считается прототипом церкви Святой Рипсимэ, возведённой в конце 618 года. Церковь Катогике в Аване реконструировалась в 1940—1941 годах, в 1956—1966 годах и в 1968 году.

## Галерея
- Общий вид храма
- Надписи на западном внешнем фасаде (слева от двери)
- Надписи на западном внешнем фасаде (справа от двери)
- Надпись на перемычке западного портала
- Вишап как внутренняя перемычка
- Руины церкви изнутри
- Хачкары перед западным фасадом
- Табличка «Церковь охраняется государством»